# رامدرورا
رامدرورا (انگلیسی: Ramdevra؛ به هندی: रामदेवरा)یک روستا واقع در حدود ۱۲ کیلومتری شمال پوکران در ناحیه جیسلمر در راجستان در هند است.
در تاریخ ۲۰۱۱ این روستا دارای جمعیت ۱۴۹۹ نفر بوده که ۷۸۸ نفر مرد و ۷۱۱ نفر زن بوده‌اند. ۱٬۴۹۹ رامدرورا ۲۳۰ متر بالاتر از سطح دریا واقع شده‌است.